# Pyramidella gracilis
Pyramidella gracilis is een slakkensoort uit de familie van de Pyramidellidae. De wetenschappelijke naam van de soort is voor het eerst geldig gepubliceerd door A. Adams.